# 毎日映画コンクール女優主演賞
毎日映画コンクール女優主演賞/女優演技賞（まいにちえいがコンクールじょゆうしゅえんしょう/じょゆうえんぎしょう）は、「毎日映画コンクール」の俳優部門の一つで、その年の最も優れた女優に与えられていた賞。1月1日から12月31日までに日本国内で上映された作品、もしくは当該期間内に完成し上映予定の作品が対象で、まず第一線で活躍中の映画評論家やジャーナリスト、専門家など約80人が選考にかかわり、その後2次選考で、選定委員による討議を経て多数決で決定された。
最多受賞者は、4度受賞の高峰秀子。3度受賞したのは、田中絹代(女優助演賞も2度受賞している)、岩下志麻、倍賞千恵子の3名。2度受賞したのは、原節子、山田五十鈴、京マチ子、左幸子(女優助演賞も2度受賞している)、松坂慶子(女優助演賞も2度受賞している)、北林谷栄、吉永小百合、桃井かおり、田中裕子、寺島しのぶ、安藤サクラ(女優助演賞も1度受賞している)の11名。
第79回（2024年度）からは、ジェンダーレスの観点により男優・女優の別を撤廃した主演俳優賞となったため、本賞は第78回（2023年度）が最後となった。

## 受賞作リスト
- この字体は男優主演賞を受賞。受賞年は下記表記の翌年（授賞式は2月）。
- 第70回までの各受賞作については、外部リンクの「コンクールの歴史」を出典としている。

以下は受賞俳優とその作品の一覧である。。

### 第2回 - 第10回
| 年度          | 俳優       | 作品                                                 |
| 1947年 第2回  | 田中絹代   | 結婚、女優須磨子の恋、不死鳥                         |
| 1948年 第3回  | 田中絹代   | 夜の女たち、風の中の牝雞                             |
| 1949年 第4回  | 原節子     | お嬢さん乾杯!、青い山脈、晩春                        |
| 1950年 第5回  | 京マチ子   | 偽れる盛装、羅生門                                   |
| 1951年 第6回  | 原節子     | めし、麦秋                                           |
| 1952年 第7回  | 山田五十鈴 | 箱根風雲録、現代人                                   |
| 1953年 第8回  | 望月優子   | 日本の悲劇                                           |
| 1954年 第9回  | 高峰秀子   | 二十四の瞳、女の園、この広い空のどこかに、悪の愉しさ |
| 1955年 第10回 | 高峰秀子   | 浮雲                                                 |

### 第11回 - 第20回
| 年度          | 俳優       | 作品                                   |
| 1956年 第11回 | 山田五十鈴 | 流れる、猫と庄造と二人のおんな、母子像 |
| 1957年 第12回 | 高峰秀子   | 喜びも悲しみも幾歳月、あらくれ         |
| 1958年 第13回 | 淡島千景   | 螢火、鰯雲                             |
| 1959年 第14回 | 北林谷栄   | キクとイサム                           |
| 1960年 第15回 | 岸惠子     | おとうと                               |
| 1961年 第16回 | 高峰秀子   | 名もなく貧しく美しく、永遠の人         |
| 1962年 第17回 | 岡田茉莉子 | 秋津温泉、今年の恋                     |
| 1963年 第18回 | 左幸子     | にっぽん昆虫記、彼女と彼               |
| 1964年 第19回 | 京マチ子   | 甘い汁                                 |
| 1965年 第20回 | 左幸子     | 飢餓海峡                               |

### 第21回 - 第30回
| 年度          | 俳優       | 作品                          |
| 1966年 第21回 | 司葉子     | 紀ノ川                        |
| 1967年 第22回 | 岩下志麻   | 智恵子抄、あかね雲            |
| 1968年 第23回 | 乙羽信子   | 藪の中の黒猫、強虫女と弱虫男  |
| 1969年 第24回 | 岩下志麻   | 心中天網島、わが恋わが歌      |
| 1970年 第25回 | 倍賞千恵子 | 家族、男はつらいよ 望郷篇     |
| 1971年 第26回 | 藤純子     | 緋牡丹博徒 お命戴きます       |
| 1972年 第27回 | 栗原小巻   | 忍ぶ川                        |
| 1973年 第28回 | 賀来敦子   | 青幻記 遠い日の母は美しく     |
| 1974年 第29回 | 田中絹代   | サンダカン八番娼館 望郷、三婆 |
| 1975年 第30回 | 浅丘ルリ子 | 男はつらいよ 寅次郎相合い傘   |

### 第31回 - 第40回
| 年度          | 俳優       | 作品                                                 |
| 1976年 第31回 | 秋吉久美子 | あにいもうと                                         |
| 1977年 第32回 | 岩下志麻   | はなれ瞽女おりん                                     |
| 1978年 第33回 | 梶芽衣子   | 曽根崎心中                                           |
| 1979年 第34回 | 桃井かおり | もう頬づえはつかない                                 |
| 1980年 第35回 | 倍賞千恵子 | 遙かなる山の呼び声                                   |
| 1981年 第36回 | 倍賞千恵子 | 駅 STATION、男はつらいよ 浪花の恋の寅次郎            |
| 1982年 第37回 | 松坂慶子   | 蒲田行進曲                                           |
| 1983年 第38回 | 田中裕子   | 天城越え                                             |
| 1984年 第39回 | 吉永小百合 | 天国の駅、おはん                                     |
| 1985年 第40回 | 倍賞美津子 | 恋文、生きてるうちが花なのよ死んだらそれまでよ党宣言 |

### 第41回 - 第50回
| 年度          | 俳優           | 作品                         |
| 1986年 第41回 | いしだあゆみ   | 火宅の人、時計 Adieu l'Hiver |
| 1987年 第42回 | 十朱幸代       | 夜汽車、螢川、極道の妻たちII |
| 1988年 第43回 | 小泉今日子     | 快盗ルビイ                   |
| 1989年 第44回 | 田中好子       | 黒い雨、ゴジラvsビオランテ   |
| 1990年 第45回 | 松坂慶子       | 死の棘                       |
| 1991年 第46回 | 北林谷栄       | 大誘拐 RAINBOW KIDS          |
| 1992年 第47回 | 藤谷美和子     | 寝盗られ宗介、女殺油地獄     |
| 1993年 第48回 | ルビー・モレノ | 月はどっちに出ている         |
| 1994年 第49回 | 吉永小百合     | 女ざかり                     |
| 1995年 第50回 | 杉村春子       | 午後の遺言状                 |

### 第51回 - 第60回
| 年度          | 俳優       | 作品                     |
| 1996年 第51回 | 高岡早紀   | KYOKO                    |
| 1997年 第52回 | 桃井かおり | 東京夜曲                 |
| 1998年 第53回 | 原田美枝子 | 愛を乞うひと             |
| 1999年 第54回 | 大竹しのぶ | 生きたい、鉄道員、黒い家 |
| 2000年 第55回 | 藤山直美   | 顔                       |
| 2001年 第56回 | 牧瀬里穂   | ターン                   |
| 2002年 第57回 | 大塚寧々   | 笑う蛙、うつつ、歩く、人 |
| 2003年 第58回 | 寺島しのぶ | 赤目四十八瀧心中未遂     |
| 2004年 第59回 | 深田恭子   | 下妻物語                 |
| 2005年 第60回 | 田中裕子   | いつか読書する日、火火   |

### 第61回 - 第70回
| 年度          | 俳優       | 作品                     |
| 2006年 第61回 | 中谷美紀   | 嫌われ松子の一生         |
| 2007年 第62回 | 麻生久美子 | 夕凪の街 桜の国          |
| 2008年 第63回 | 小池栄子   | 接吻                     |
| 2009年 第64回 | 小西真奈美 | のんちゃんのり弁         |
| 2010年 第65回 | 寺島しのぶ | キャタピラー             |
| 2011年 第66回 | 小泉今日子 | 毎日かあさん             |
| 2012年 第67回 | 田畑智子   | ふがいない僕は空を見た   |
| 2013年 第68回 | 赤木春恵   | ペコロスの母に会いに行く |
| 2014年 第69回 | 安藤サクラ | 0.5ミリ                  |

| 年度              | 俳優       | 作品     | 役名 |
| ----------------- | ---------- | -------- | ---- |
| 2015年 （第70回） |            |          |      |
| 綾瀬はるか        | 海街diary  | 香田幸   |      |
| 安藤サクラ        | 百円の恋   | 斎藤一子 |      |
| 樹木希林          | あん       | 吉井徳江 |      |
| 二階堂ふみ        | この国の空 | 田口里子 |      |
| 深津絵里          | 岸辺の旅   | 薮内瑞希 |      |

### 第71回 - 第78回
| 年度              | 俳優                                                   | 作品                 | 役名 |
| ----------------- | ------------------------------------------------------ | -------------------- | ---- |
| 2016年 （第71回） |                                                        |                      |      |
| 筒井真理子        | 淵に立つ                                               | 鈴岡章江             |      |
| 蒼井優            | オーバー・フェンス                                     | 田村聡               |      |
| 大竹しのぶ        | 後妻業の女                                             | 武内小夜子           |      |
| 黒木華            | リップヴァンウィンクルの花嫁                           | 皆川七海             |      |
| のん              | この世界の片隅に                                       | 北條すず             |      |
| 宮沢りえ          | 湯を沸かすほどの熱い愛                                 | 幸野双葉             |      |
| 2017年 （第72回） |                                                        |                      |      |
| 長澤まさみ        | 散歩する侵略者                                         | 加瀬鳴海             |      |
| 蒼井優            | 彼女がその名を知らない鳥たち                           | 北原十和子           |      |
| 瀧内公美          | 彼女の人生は間違いじゃない                             | 金沢みゆき           |      |
| 満島ひかり        | 海辺の生と死                                           | 大平トエ             |      |
| 水原希子          | 奥田民生になりたいボーイと出会う男すべて狂わせるガール | 天海あかり           |      |
| 2018年 （第73回） |                                                        |                      |      |
| 安藤サクラ        | 万引き家族                                             | 柴田信代             |      |
| 門脇麦            | 止められるか、俺たちを                                 | 吉積めぐみ           |      |
| 黒木華            | 日日是好日                                             | 典子                 |      |
| 趣里              | 生きてるだけで、愛。                                   | 寧子                 |      |
| 松岡茉優          | 勝手にふるえてろ                                       | 江藤良香             |      |
| 2019年 （第74回） |                                                        |                      |      |
| シム・ウンギョン  | 新聞記者                                               | 吉岡エリカ           |      |
| 蒼井優            | 宮本から君へ                                           | 中野靖子             |      |
| 岸井ゆきの        | 愛がなんだ                                             | テルコ               |      |
| 瀧内公美          | 火口のふたり                                           | 佐藤直子             |      |
| 筒井真理子        | よこがお                                               | 市子 / リサ          |      |
| 松岡茉優          | 蜜蜂と遠雷                                             | 栄伝亜夜             |      |
| 2020年 （第75回） |                                                        |                      |      |
| 水川あさみ        | 喜劇 愛妻物語                                          | チカ                 |      |
| 蒼井優            | スパイの妻 劇場版                                      | 福原聡子             |      |
| 芦田愛菜          | 星の子                                                 | 林ちひろ             |      |
| 土村芳            | 本気のしるし 劇場版                                    | 葉山浮世             |      |
| 長澤まさみ        | MOTHER マザー                                          | 三隅秋子             |      |
| 2021年 （第76回） |                                                        |                      |      |
| 尾野真千子        | 茜色に焼かれる                                         | 田中良子             |      |
| 有村架純          | 花束みたいな恋をした                                   | 八谷絹               |      |
| 加賀まりこ        | 梅切らぬバカ                                           | 山田珠子             |      |
| 門脇麦            | あのこは貴族                                           | 榛原華子             |      |
| 瀧内公美          | 由宇子の天秤                                           | 木下由宇子           |      |
| 2022年 （第77回） |                                                        |                      |      |
| 岸井ゆきの        | ケイコ 目を澄ませて                                    | 小河ケイコ           |      |
| 倍賞千恵子        | PLAN 75                                                | 角谷ミチ             |      |
| のん              | さかなのこ                                             | ミー坊（さかなクン） |      |
| 田中裕子          | 千夜、一夜                                             | 若松登美子           |      |
| 寺島しのぶ        | あちらにいる鬼                                         | 長内みはる           |      |
| 永野芽郁          | マイ・ブロークン・マリコ                               | シイノトモヨ         |      |
| 2023年 （第78回） |                                                        |                      |      |
| 杉咲花            | 市子                                                   | 川辺市子             |      |
| 安藤サクラ        | BAD LANDS バッド・ランズ                               | 角谷ミチ             |      |
| 黒木華            | せかいのおきく                                         | おきく               |      |
| 菊地凛子          | 658km、陽子の旅                                        | 陽子                 |      |
| 趣里              | ほかげ                                                 | 女                   |      |